# Натан Гейлс
Натан Гейлс (ісп. Nathan Hales; 16 червня 1996, Чатем) — британський стрілець, олімпійський чемпіон 2024 року.

## Виступи на Олімпіадах
| Олімпіада  | Дисципліна | Місце |
| ---------- | ---------- | ----- |
| Париж 2024 | трап       | 1     |

## Зовнішні посилання
- Натан Гейлс на сайті ISSF (англійська)